# Rockstar International
ロックスター・インターナショナル（Rockstar International）はイギリス、ロンドン（ロックスター・ロンドン社と同じ場所）にあり、アメリカのテイクツー・インタラクティブ社内のブランドロックスター・ゲームス社傘下のロックスター・スタジオ内の1つ。

## 概要
ロックスター・インターナショナル社はゲーム開発をしておらず、ロックスター・ゲームス社や傘下（ロックスターノース社、ロックスター・サンディエゴ社、ロックスター・リーズ社など）のゲームをアメリカ国外に出版(国際的に)するための専用会社である。
また本社はロンドン(イギリス)にあるため、所在地がロックスター・ロンドン社と同じである。
またロゴマークなども傘下のゲーム開発スタジオと違い、親会社（ロックスター・ゲームス社）である黄色の R✩ のマークと同じものを使用している。